# Национальный оркестр Капитолия Тулузы
Национальный оркестр Капитолия Тулузы (фр. Orchestre national du Capitole de Toulouse) — французский симфонический оркестр, базирующийся в Тулузе. С начала XIX века — оркестр местного оперного театра, называемого Театр Капитолия (фр. Théâtre du Capitole, ввиду расположения в здании «Капитолия» — тулузской ратуши), с 1974 года также функционирует как концертный оркестр.
Оркестр Капитолия Тулузы не пользовался репутацией заслуживающего внимания коллектива до тех пор, пока в 1974 г. назначенный годом ранее директором театра дирижёр Мишель Плассон не принял решение о переносе домашней площадки оркестра в зал Зернового рынка (фр. Halle aux Grains), на протяжении предшествующих 25 лет использовавшийся как спортивный комплекс. Дебютный сезон оркестра в новом зале и исполнение цикла из всех симфоний и концертов Людвига ван Бетховена были исключительно успешны. Через 12 лет оркестр был удостоен звания Национальный. В 1993 и 2000 г. оркестр был удостоен премии «Виктуар де ля мюзик» как лучший инструментальный ансамбль Франции, в 1997, 1999 и 2004 гг. эта премия в номинации «Лучшая запись» была вручена за диски с участием оркестра (соответственно за альбом фортепианной музыки Мориса Равеля и Клода Дебюсси в исполнении Франсуа Рене Дюшабля, оперы Лео Делиба «Лакме» и Жоржа Бизе «Кармен»).
В 2004 г. Плассон ушёл в отставку с поста руководителя оркестра. В 2005 г. главным приглашённым дирижёром стал молодой российский дирижёр Туган Сохиев, с 2008 он стал главным дирижёром оркестра.